# Episodi di Preacher (seconda stagione)
La seconda stagione della serie televisiva Preacher, composta da 13 episodi, è andata in onda sulla rete via cavo statunitense AMC dal 25 giugno all'11 settembre 2017.
In Italia la serie è stata resa disponibile da Amazon, all'interno del servizio Prime Video, dal 26 giugno al 12 settembre 2017.
| n° | Titolo originale    | Titolo italiano           | Prima TV USA      | Pubblicazione Italia |
| -- | ------------------- | ------------------------- | ----------------- | -------------------- |
| 1  | On the Road         | In viaggio                | 25 giugno 2017    | 26 giugno 2017       |
| 2  | Mumbai Sky Tower    | Il grattacielo di Mumbai  | 26 giugno 2017    | 27 giugno 2017       |
| 3  | Damsels             | Damigelle                 | 3 luglio 2017     | 4 luglio 2017        |
| 4  | Viktor              | Viktor                    | 10 luglio 2017    | 11 luglio 2017       |
| 5  | Dallas              | Dallas                    | 17 luglio 2017    | 18 luglio 2017       |
| 6  | Sokosha             | Sokosha                   | 24 luglio 2017    | 25 luglio 2017       |
| 7  | Pig                 | Maiale                    | 31 luglio 2017    | 1º agosto 2017       |
| 8  | Holes               | Fori                      | 7 agosto 2017     | 8 agosto 2017        |
| 9  | Puzzle Piece        | Il pezzo del puzzle       | 14 agosto 2017    | 15 agosto 2017       |
| 10 | Dirty Little Secret | Un piccolo sporco segreto | 21 agosto 2017    | 22 agosto 2017       |
| 11 | Backdoors           | Vie d'uscita              | 28 agosto 2017    | 29 agosto 2017       |
| 12 | On Your Knees       | In ginocchio              | 4 settembre 2017  | 5 settembre 2017     |
| 13 | The End of the Road | Fine della corsa          | 11 settembre 2017 | 12 settembre 2017    |